# 我们走在大路上 (歌曲)
《我们走在大路上》，劫夫词曲，创作于1962年。该首慷慨激昂，意气风发，鼓励人们在当时那段艰苦时期战胜一切艰难困苦、不断前进。

## 大事记
- 1962年春，劫夫在“整风反右”运动中“犯有右倾主义错误”问题得到了及时甄别，开始构思这首新歌。
- 1962年夏，劫夫于北京和安波谈论了该曲初步的创作思路
- 1962年6月14日晚，周恩来在观看了歌舞晚会之后，邀请安波与劫夫到了北陵休养所交谈数小时。根据这次交谈的内容，劫夫定下了《我们走在大路上》的基本歌题和主调（歌词中的“意气风发”、“斗志昂扬”等即来自这次谈话中周总理的原话）。
- 1963年春天，劫夫在赶写一些歌颂雷锋的歌曲前后，《我们走在大路上》的创作终于初步完成，在辽宁省内有关报刊及《歌曲》杂志发表。
- 1966年4月1日，在河北省邢台地震灾区，劫夫再遇周恩来总理，周总理给予了该曲极高的评价。
- 1992年12月，该曲被中华民族文化促进会列为124部华人经典音乐作品之一
- 1997年7月，在庆祝香港回归的音乐大会上，党和国家领导人江泽民等与首都数万名群众一道齐声高歌了《我们走在大路上》
- 1999年10月1日，该曲作为在天安门广场阅兵式上使用的歌曲。

## 歌词变化
- 1963年，该曲在《歌曲》杂志发表前，著名音乐家吕骥等曾对该曲略加斟酌、改动，主要是把“毛泽东走在我们的前头”改为“毛主席领导的革命队伍”。[1]

## 脚注
1. ↑  . 网易·进入建国六十周年专题. 2009-08-17  [2011-07-11]. （原始内容存档于2019-08-10） （中文（简体））.